# 알루코 (기업)
주식회사 알루코(Aluko)는 대한민국의 알루미늄 부품 소재 기업으로, 본사는 대전시 대덕구 대화로119번길 31(대화동)에 있다.

## 역사 및 현황
2015년 6월 동양강철에서 현재의 사명으로 변경하였다.